# Feláldozh4tók
A Feláldozh4tók (eredeti cím: Expend4bles) 2023-ban bemutatott amerikai akciófilm, amelyet Scott Waugh rendezett, a forgatókönyvet pedig Spenser Cohen, Max Adams és John Joseph Connolly írták, Cohen eredeti története alapján. Producerei Statham, Avi Lerner, Les Weldon, Yariv Lerner és Kevin King. A The Expendables-filmsorozat negyedik része, valamint a The Expendables – A feláldozhatók 3. (2014) folytatása.
A főszerepben Sylvester Stallone, Jason Statham, Dolph Lundgren és Randy Couture látható, akik megismétlik szerepeiket a korábbi filmekből; Curtis „50 Cent” Jackson, Megan Fox, Andy Garcia, Tony Jaa, Jacob Scipio, Levy Tran és Iko Uwais újonnan csatlakoztak.
Az Amerikai Egyesült Államokban 2023. szeptember 22-én mutatták be a mozikban. Magyarországon szeptember 21-én jelent meg a Fórum Hungary forgalmazásában. Ebben a filmben szinkronizálta utoljára Jakab Csaba Dolph Lundgrent.

## Cselekmény
Egy csendes líbiai katonai bázist hirtelen maszkos fegyveresek támadnak meg. Suarto vezeti őket, aki közvetlenül egy páncélozott harckocsit semmisít meg, majd megkeresi a rejtőzködő tábornokot. A tábornoknál egy atombomba detonátorai vannak. Miután Suarto túszul ejti a tábornok családját, megszerzi a szerkezeteket. Ezzel egy időben Barney meglátogatja Lee Christmas-t, akinek gondjai vannak a barátnőjével, Ginával. A nő szakít vele. Barney elviszi Christmas-t az egyik helyi bárba, ahol fogadásból elvesztette legendás gyűrűjét. Ott Christmas Barney kérésére leveri a jelenlévő gengsztereket, és visszaszerzi a gyűrűt.
Nem sokkal később Barney és csapata találkozik a hangárban. A tagokhoz csatlakoznak a korábbi kalandok veteránjai és az újonnan érkezett Easy Day, valamint Korbács is. Illetve csatlakozik hozzájuk Marsh, aki azt a feladatot adja a csapatnak, hogy állítsák meg Suartót, mielőtt az a detonátorokat egy bombához rögzíthetné. A csapat Líbiába repül, az előkészített repülőgépből autóval kihajtanak, és a terepen át üldözőbe veszik a gazfickót. Közben Barney bajba kerül a repülőn. Christmas végül úgy dönt, a rosszfiú megállítása helyett inkább a légvédelmet iktatja ki. A gépet azonban eltalálja egy rakéta, aminek következtében a gép lezuhan, Barney pedig feltehetően meghal.
Miután a küldetés kudarcba fullad, Christmasnek el kell hagynia a csapatot, amelynek ezután az a feladata, hogy egyszer s mindenkorra megállítsa Suartót. Utóbbi lopott atombombát készített elő egy eltérített tartályhajón. Christmas titokban követi a csapatot, és Decha segítségével feljut a hajóra. Ott észrevétlenül eloson, hogy csatlakozzon a korábban elfogott bajtársaihoz. Az is kiderül, nem Suarto, hanem Marsh áll az összeesküvés mögött. Némi zűrzavar után Christmas meg tudja menteni bajtársait, és sikerül visszaszorítani az ellenséges katonákat egy heves küzdelemben. Christmas végez Suartóval. Közben a bomba élesedik, majd Marsh ledobja a detonátort a hajóról, mire a csapat elhagyja a fedélzetet.
Christmas azonban egyedül marad, hogy megölje Marsh-t. Egy újabb tűzharc után szemtől szembe kerül főellenségével. Amikor Marsh éppen le akarja lőni, Barney megjelenik egy helikopteren, és szétlövi Marsh-t. Christmas bemászik a helikopterbe, mire Barney elsüllyeszti a hajót, és mindketten végignézik, ahogy az atombomba felrobban a víz alatt. Végül az újraegyesült csapat egy bárban koccint, melynek során Barney elmeséli, hogy megjátszotta halálát Marsh nyomra bukkanásának reményében.

## Szereplők
| Szerep                    | Színész                  | Magyar hang         |
| ------------------------- | ------------------------ | ------------------- |
| Lee Christmas             | Jason Statham            | Epres Attila        |
| Barney Ross               | Sylvester Stallone       | Gáti Oszkár         |
| Easy Day                  | Curtis „50 Cent” Jackson | Barabás Kiss Zoltán |
| Gina                      | Megan Fox                | Solecki Janka       |
| Gunner Jensen             | Dolph Lundgren           | Jakab Csaba         |
| Decha                     | Tony Jaa                 | Gacsal Ádám         |
| Suarto Rahmat             | Iko Uwais                | Varga Gábor         |
| Toll Road „Dézsma”        | Randy Couture            | Berzsenyi Zoltán    |
| Galan                     | Jacob Scipio             | Fehér Tibor         |
| Korbács                   | Levy Tran                | Pekár Adrienn       |
| Marsh CIA-ügynök / Párduc | Andy García              | Mihályi Győző       |

### Magyar változat
- Főcím: Welker Gábor
- Magyar szöveg: Petőcz István
- Hangmérnök és vágó: Szabó Miklós
- Gyártásvezető: Boskó Andrea
- Szinkronrendező: Kosztola Tibor
- Produkciós vezető: Jávor Barbara

A szinkront a Dub 4 Studios készítette el.

## A film készítése

### Előkészületek
Az évek során több színész is érdeklődött, vagy azt állította, hogy megkeresték őket egy negyedik rész főszereplésére. 2014 márciusában Pierce Brosnan kijelentette, hogy megállapodott Avi Lerner producerrel a The Expendables 4 film főszerepéről. Ugyanezen év áprilisában Sylvester Stallone elárulta, hogy az első választása a főgonosz szerepére Jack Nicholson volt, valamint megemlítette, hogy Clint Eastwoodot is szerette volna meggyőzni, hogy csatlakozzon a projekthez. Dwayne Johnson egy 2014-es kérdezz-felelek során nyilvánosan kifejezte érdeklődését, hogy eljátszaná a főgonoszt egy új részben, és megerősítette, hogy szívesen csatlakozna a sorozathoz 2022-ben. 2015 májusában Hulk Hogan azt állította, hogy tárgyalásokat folytat Stallonéval a film főgonoszának szerepéről.
2014 novemberében bejelentették, hogy a projektet azzal a feltétellel készítik el, ha R-besorolást kap. 2016 decemberében Stallone bejelentette, hogy a negyedik rész lesz a sorozat utolsó filmje, a tervezett bemutató dátumát pedig 2018-ra tűzték ki. 2017 márciusára Stallone kilépett a projektből, mivel nem volt megelégedve a forgatókönyvvel és a franchise folytatásának irányával. 2018 januárjában a többi szereplő (köztük Arnold Schwarzenegger) szóbeli támogatását követően Stallone a közösségi médiafelületeken közzétett bejegyzésében bejelentette, hogy visszatér a sorozatba; megerősítve a negyedik filmmel kapcsolatos új fejleményeket. Randy Couture ugyanezen év márciusában megerősítette részvételét.
2020 júniusában Jean-Claude Van Damme érdeklődését fejezte ki a franchise-ba való visszatérése iránt, és nyilvánosan felvetette, hogy szívesen eljátszaná Claude Vilain-t, a The Expendables – A feláldozhatók 2. gonosz karakterének, Jean Vilain-nek az ikertestvérét. 2020 augusztusára a Vértice Cine bejelentette, hogy a Lionsgate és a Millennium Films mellett a film produceri stúdiójaként is részt vesznek a filmben. Azt is elárulták, hogy Patrick Hughes visszatér a sorozathoz rendezőként. 2020 novemberében a Millennium Media elnöke, Jeffrey Greenstein kijelentette, hogy a stúdió folytatja a The Expendables 4 munkálatait, miután a koronavírus világjárvány miatt az iparágon belül világszerte különböző késések történtek. 2021 augusztusában a The Hollywood Reporter arról számolt be, hogy Hughes helyett Scott Waugh rendezi majd a filmet. 2021 szeptemberére Andy García is csatlakozott a film szereplőgárdájához egy meg nem nevezett szerepben.

### Forgatókönyvírás
2018 júliusában Gregory Poirier bejelentette, hogy ő lesz a forgatókönyvíró. A gyártás az eredeti tervek szerint 2019 áprilisában kezdődött volna, de Stallone csak júliusban jelentette be, hogy tovább dolgozik a projekt forgatókönyvén. A forgatókönyv még abban az évben elkészült, bár a producerekkel még folytak a tárgyalások. 2021 augusztusában bejelentették, hogy Spenser Cohen írta a forgatókönyv legújabb változatát Max Adamsszel és John Joseph Connollyval, Cohen története alapján.

### Forgatás
2021 augusztusában bejelentették, hogy a forgatás októberben kezdődik. A forgatás hivatalosan 2021. szeptember 29-én kezdődött. 2021 októberében Stallone a közösségi médiában jelentette be, hogy befejezte a filmhez tartozó jelenetek forgatását. Azt is megerősítette, hogy a The Expendables 4. lesz az utolsó alakítása Barney Ross szerepében, Statham várhatóan az ő távozása után veszi át a sorozat irányítását. Ugyanebben a hónapban Sheila Shah, Jacob Scipio és Levy Tran is csatlakozott a szereplőgárdához, nem ismertetett szerepekben. 2021 októberében Iko Uwais csatlakozott a filmhez, mint főellenség. 2021 novemberében a forgatás Görögországban, többek között Szaloniki városában is zajlott. A görög fegyveres erők tagjait statisztaként alkalmazták, akik azt állították, hogy nem kaptak költségtérítést az egy hónapos hivatalos bevetésükért, annak ellenére, hogy túlóráztak. 2021. december 3-án Tony Jaa megerősítette, hogy a forgatás befejeződött.

## Megjelenés

### Mozi
A Feláldozh4tók 2023. szeptember 22-én került a mozikba a Lions Gate Entertainment forgalmazásában.

### Marketing
2022 áprilisában, a CinemaConon bemutatták a film első poszterét. Az első kedvcsináló előzetest kizárólag a Lionsgate prezentációjának résztvevői láthatták a konferencián.

## Fordítás
- Ez a szócikk részben vagy egészben  a   The Expendables 4 című angol Wikipédia-szócikk fordításán alapul.  Az eredeti cikk szerkesztőit annak laptörténete sorolja fel. Ez a jelzés csupán a megfogalmazás eredetét és a szerzői jogokat jelzi, nem szolgál a cikkben szereplő információk forrásmegjelöléseként.